# Rudolf Nietzki

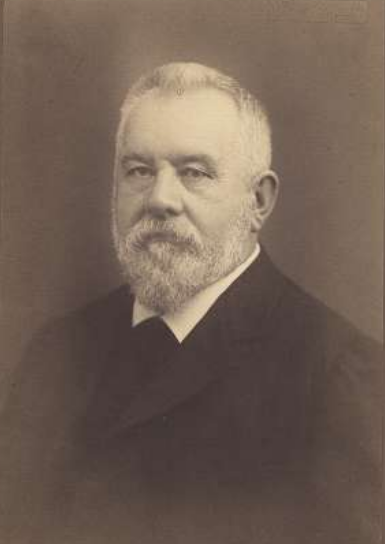
Rudolf Nietzki

Rudolf Hugo Nietzki (* 9. März 1847 in Heilsberg, Ostpreußen; † 28. September 1917 in Neckargemünd) war ein deutscher Chemiker und Hochschullehrer.

## Leben

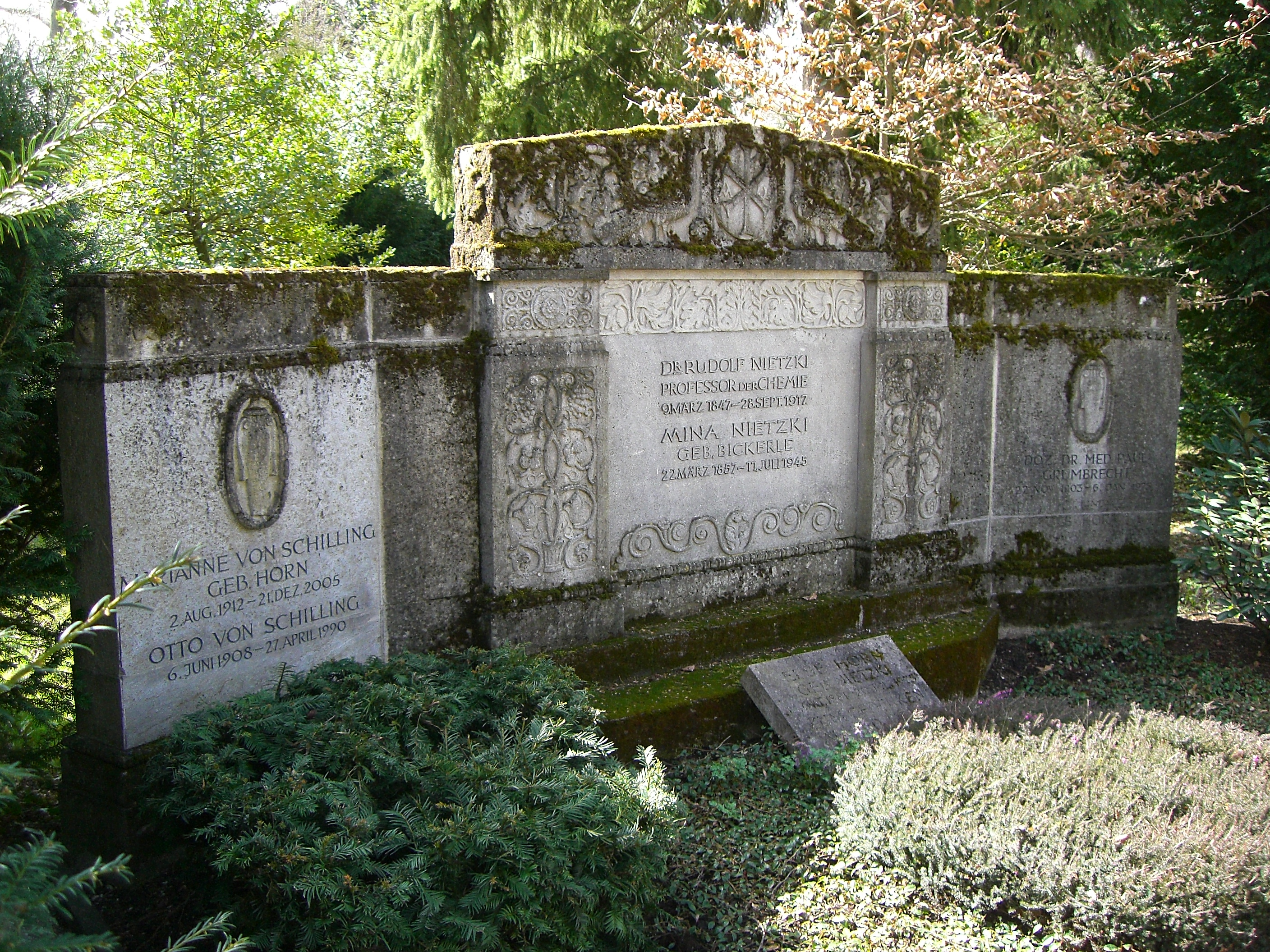
Grabmal der Familie Nietzki auf dem Hauptfriedhof Freiburg im Breisgau

Rudolf Nietzki wurde 1847 in der Kleinstadt Heilsberg als Sohn des evangelischen Predigers, späteren Pfarrers und Schriftstellers Johann Karl Emil Nietzki und dessen Ehefrau Adelheid Marianne Nietzki geb. Ebel geboren. Er besuchte ein Gymnasium in Königsberg, das er in der Unterprima verließ, um eine Apothekerlehre in Zinten und Creuzburg zu beginnen. Nach dem Abschluss als Apothekengehilfe im Jahre 1865 arbeitete er als Apotheker in Hirschberg im Riesengebirge (heute Jelenia Góra, Polen). In dieser Zeit machte er die Bekanntschaft mit dem späteren Erfinder der Chemotherapie und Nobelpreisträger Paul Ehrlich. Er begann 1867 in Berlin ein Studium der Pharmazie und legte dort 1871 sein Staatsexamen ab. Im Deutsch-Französischen Krieg diente er als Militärapotheker und geriet in französische Kriegsgefangenschaft. Von 1871 bis 1874 arbeitete er als Privatassistent bei August Wilhelm von Hofmann in Berlin und wurde am 14. März 1874 in Göttingen zum Dr. phil. promoviert. In den Folgejahren war er bei verschiedenen Chemieunternehmen als Industriechemiker tätig. Im Jahre 1884 habilitierte er sich bei Jules Piccard an der Universität Basel und wurde 1887 dort außerordentlicher und 1895 ordentlicher Professor für Chemie. Aus Gesundheitsgründen ließ Nietzki sich 1911 emeritieren und siedelte nach Freiburg im Breisgau über.

## Leistungen
Nietzki trug Entscheidendes zur wissenschaftlichen Fundierung einer neuen Klasse von synthetischen Farbstoffen bei, die aus Steinkohlenteer gewonnen wurden. Nach der von ihm 1890 aufgestellten Chinonhypothese ist die Farbwirkung dieser Stoffe auf Chinonsysteme zurückzuführen. 1876 analysierte er das Anilinschwarz. 1878 gelang ihm mit der Entdeckung des Biebricher Scharlachs die Herstellung des ersten Tetra-Azofarbstoffs und bald darauf des Beizenfarbstoffs Alizaringelb R. 1888 erschien sein vielbeachtetes und in mehrere Sprachen übersetztes Lehrbuch über organische Farbstoffe.

## Schriften
- (mit Th. Benckiser): Über Hexaoxybenzolderivate und ihre Beziehungen zur Krokonsäure und Rhodizonsäure. In: Berichte der deutschen chemischen Gesellschaft, 18. Jahrgang 1885, S. 499–515.
- Chemie der Organischen Farbstoffe. Julius Springer, Berlin 1888. / 3. Auflage, 1897. (Digitalisat der Universitäts- und Landesbibliothek Düsseldorf) / 5. Auflage, 1906. (Digitalisat auf archive.org)
  - Übersetzung der ersten Auflage von 1888: Chemistry of the Organic Dyestuffs. London 1892. (Digitalisat auf archive.org)